# Aeródromo de Santo Tomé del Puerto

i8
i11
i13
Der Aeródromo de Santo Tomé del Puerto ist ein Flugplatz im spanischen Gemeindegebiet von Santo Tomé del Puerto in der Provinz Segovia.
Der Flugplatz liegt rund zwei Kilometer nordwestlich von Santo Tomé del Puerto, unmittelbar in der Nähe der Autovía A-1. Am südöstlichen Ende des Fluggeländes befinden sich die Hangars mit Werft, das Clubhaus mit Flugleitung und die Tankstelle. Die Towerfrequenz ist 123,55 MHz.
Seit 1986 wird der Flugplatz vom Club Loreto de Vuelo sin Motor (Club Loreto V.S.M.) betrieben. Eigentümer ist die staatliche Luftfahrtorganisation SENASA.